# Sedum copatense
Sedum copatense är en fetbladsväxtart som beskrevs av M. Kimnach. Sedum copatense ingår i Fetknoppssläktet som ingår i familjen fetbladsväxter. Inga underarter finns listade i Catalogue of Life.